# 衍陽法師
衍陽法師（1958年—2015年12月18日，原名潘麗娟，筆名凌楚楓），香港佛教比丘尼。1992年於大嶼山寶林禪寺聖一老和尚座下剃度出家，賜號果紹，字衍陽。同年九月，於江蘇寶華山龍昌禪寺受三壇大戒。

## 簡歷
衍陽法師為廣東省開平人，出生於1958年，兄弟姐妹十人，排行第五。其後移居澳門，中學畢業後，於母校培道小學任教。再移居香港，從事畫畫藝術的工作。1980年代，以凌楚楓的筆名，於《澳門日報副刊》、《香港文學》等發表新詩及散文。1989年5月，與懿靈、 陶里等詩人組織 “五月詩社”。同年十二月，出版《五月詩侶》合集。詩作如《夜渡》、《七月十四》、《舞墨》等，均獲得高度的評價。
1992年4月毅然放下俗事披剃出家。1994年得老和尚委派，與衍傑法師同赴加拿大卑斯省智利域市創辦“寶林學佛會”，開展西方弘法工作。2005年於溫哥華發起成立“華康病患關懷中心”，關懷病患者。2006年於美國三藩市大覺蓮社陞座，與衍傑法師一同出任住持，弘揚法務之餘，又發展文化教育及安老、病患關懷的工作。
2008年，首次於香港舉行公開佛學講座，自此經常穿梭美加、馬來西亞、中國及港澳等地，主持演講。法師演繹佛理，深入淺出，莊諧並重，聽眾歡喜信受。主持的大小講座， 至今已超逾五十場。法師除於 《溫暖人間》 撰寫“陽陽自得”專欄外，又於香港新城電台主持《健康地球人─心靈環保》及佛門網 “B頻道”主持《家家有本常念的經》等節目，以文字或音聲與大眾廣結法緣。
法師由於自小為不同的疾病所纏，所以對老病者尤為關顧。2009年，在香港成立“大覺福行中心”，開展公立醫院的佛教關懷服務、老人院探訪，關顧弱勢族群的工作，以自己的生命歷程和經驗，教育及鼓勵社會大眾逆境自強，讓生命重新綻放光彩。
法師從小喜愛中國文化，能書善畫，愛賦詩作詞，更善巧方便，以個人的翰墨因緣，發展利生的家業。自2012年起，前後七次舉辦書畫文物展覽，為香港大覺福行中心擴充會址、加拿大寶林禪學院重建、香港能仁專上書院教育基金，以及賑濟尼泊爾災區的道場等籌募基金或善款。
除了舉辦書畫文物展覽外，法師自2011年起已出版 《笑看人生苦與悲》、《上天特別選中你》、《心寬就是最好的道別》、《原來自己很有用》及《病向笑中醫》等五本書籍，另有 《緣飛筆外–衍陽法師淺墨洗塵心書畫集》。其著作《心寬就是最好的道別》獲選為“2014年香港金閱獎”「非文學類，生活健康」入圍書籍，並獲“我最喜愛的作家”金獎。
2015年12月18日於香港逝世，享年57歲，遺體贈予香港中文大學醫學院作研究用途。